# 井奥成彦
井奥成彦（いおく しげひこ、1957年 - ）は、日本の歴史学者、史学博士（明治大学）。慶應義塾大学文学部教授を経て、同大学名誉教授。慶應義塾福沢研究センター所長を歴任。専門は経済史。

## 経歴
- 1957年 - 広島県生まれ
- 1980年 - 慶應義塾大学文学部史学科卒業
- 1982年 - 慶應義塾大学大学院文学研究科史学専攻修士課程修了
- 1986年 - 明治大学大学院文学研究科史学専攻博士課程単位取得退学
- 1986年 - 九州大学石炭史料センター助手（〜1992年）
- 1992年 - 摂南大学経営情報学部助教授（〜1994年）
- 1994年 - 流通経済大学経済学部助教授（〜1998年）
- 1998年 - 流通経済大学経済学部教授（〜2002年）
- 2002年 - 京都産業大学経済学部教授（〜2006年）
- 2006年 - 慶應義塾大学文学部教授（〜現在）
- 2011年 - 経営史学会 学会賞選考委員（〜2014年）
- 2011年 - 経営史学会 評議員（〜現在）
- 2013年 - 三田史学会 編集委員（〜2015年）
- 2015年 - 経営史学会 理事（〜現在）
- 2015年 - 社会経済史学会 理事（〜現在）

## 受賞歴
- 2016年 - 企業家研究フォーラム賞  近代日本の地方事業家―萬三商店小栗家と地域の工業化―[2]

## 学位論文
- 「近世後期における村落構造の変質と「小買商人」―下総国海上郡足川村を素材として―」，修士論文(慶應義塾大学)，1982年
- 「19世紀日本の地域市場―農業，農産加工業の発展と市場―」，博士論文(明治大学)，2003年

## 著作

### 単著
- 『19世紀日本の商品生産と流通』日本経済評論社、2006年

### 共著
- 「明治初期における農業生産の地域構造」，西南地域史研究会編『西南地域の史的展開　近代篇』，思文閣出版，1988年，83―127頁
- 「第3章　醤油原料の仕入先及び取引方法の変遷」，林玲子編著『醤油醸造業史の研究』，吉川弘文館，1988年，93―129頁
- 「鉄道開通以降の筑豊石炭の輸送について」，荻野喜弘編著『戦前期筑豊炭鉱業の経営と労働』，啓文社，1990年，277―307頁
- 「堀川と川艜」・「石炭の運送」，中間市史編纂委員会編『中間市史(中巻)』，中間市，1992年，695―721頁
- 「綿と干鰯が近世社会をどう変えたか」，青木美智男・保坂智編著『新視点日本の歴史5近世編』，新人物往来社，1992年，114―121頁
- 「河岸と村落生活―大林村柳戸河岸とその周辺―」，木村礎編著『村落生活の史的研究』，八木書店，1994年，187―200頁
- 「第6章　近世南山城の綿作と浅田家の手作経営」，石井寛治・林玲子編著『近世・近代の南山城―綿作から茶業へ―』，東京大学出版会，1998年，245―283頁
- 「近代における地方醤油醸造業の発展とその特質―福岡県の場合―」，林玲子・天野雅敏編著　『東と西の醤油史』，吉川弘文館，1999年，231―255頁
- 「はじめに」・「一　古代・中世日本の衣料と木綿」・「二　十七世紀日本の綿作の発展」・「真壁をめぐる綿の流通」・「四　近世・近代真壁の綿作」・「おわりに」，真壁町歴史民俗資料館『真壁で綿が作られていたころ』，2000年，1―56頁
- 「河川水運」，西日本文化協会編纂『福岡県史　通史編　福岡藩2』，福岡県，2002年，859―885頁
- 「第8章　鉄道の開通と醤油醸造家の動向―房総の造家を事例として―」，中西聡・中村尚史編著『商品流通の近代史』，日本経済評論社，2003年，277―300頁
- 「醸造業」，西日本文化協会編纂『福岡県史　通史編　近代産業経済1』，福岡県，2003年，63―99頁
- 「醤油の味のちがい」・「福岡の醤油の歴史」，林玲子・天野雅敏編著『日本の味　醤油の歴史』，吉川弘文館，2005年，169―190頁
- 「近代泉南農業の変容と廣海家」，石井寛治・中西聡編著『産業化と商家経営―米穀肥料商廣海家の近世・近代』，名古屋大学出版会，2006年，409―430頁
- 「第五章　房総の農産加工業」・「コラム30」，千葉県史料研究財団『千葉県の歴史　通史編　近世1』，千葉県，2007年，994―1019頁，1020―1022頁
- 「第一編　占領期の千葉県　第三章　経済の民主化と復興　第一節　敗戦直後の産業復興二　醤油醸造業の復興」・「第二編　一九五〇年代の千葉県　第二章　一九五〇年代の開発と地域経済　第二節　在来産業と金融・商業の発展　一　醤油醸造業の発展とその他の在来産業」・「第三編　高度成長期の千葉県　第二章　高度成長期の開発と諸産業の展開　第二節　内陸工業と醸造業・金融・商業の展開　二　醤油醸造業の展開」，千葉県史料研究財団『千葉県の歴史　通史編　近現代3』，千葉県，2009年，185―189頁，398―405頁(市原博と共著)， 686―691頁
- 「2，田沼時代から松方財政まで」，浜野潔・井奥成彦・中村宗悦・岸田真・永江雅和・牛島利明『日本経済史1600―2000―歴史に読む現代―』，慶應義塾大学出版会，2009年，49―93頁
- 「序章　近代日本の地方事業家と工業化」・「第8章　近代期の醤油醸造経営」，井奥成彦・中西聡編著『近代日本の地方事業家―萬三商店小栗家と地域の工業化―』，日本経済評論社，2015年，1―8頁(中西聡と共著)，343―373頁
- 「序章　近代日本資本主義と醤油醸造業」・「第11章　高梨家醤油の地方販売の展開」・「総括と展望」，井奥成彦・中西聡編著『醤油醸造業と地域の工業化―髙梨兵左衛門家の研究―』，慶應義塾大学出版会，2016年，1―79頁(高梨節子・中西聡と共著)，461―487頁，535―564頁(中西聡と共著)
- 「序」・「1，ヤマサ醤油 7 代目店主・濵口梧陵―家業経営 と社会貢献―」，井奥成彦編著 『時代を超えた経営者たち』，日本経済評論社，2017年，1―17頁
- 「2，田沼時代から松方財政まで」，浜野潔・井奥成彦・中村宗悦・岸田真・永江雅和・牛島利明『日本経済史1600―2015―歴史に読む現代―』，慶應義塾大学出版会，2017年，49―97頁

## 論文

### 単著
- 「幕末・維新期九十九里における「小買商人」について―下総国海上郡足川村鈴木家の事例を中心に―」，地方史研究協議会『地方史研究』第36巻第1号，1986年，39―53頁
- 「幕末期利根川水系における「新河岸」の形成―小貝川の場合―」，交通史学会『交通史研究』第15巻，1986年， 71―72頁
- 「出稼ぎ漁と干鰯」，朝日新聞社『週刊朝日百科日本の歴史』第73巻第 7号，1987年，212―217頁
- 「幕末期における小河岸形成の意義―常州大林村新井家「諸荷物船積入帳」の分析を中心に―」，三田史学会『史学』第57巻第4号，1988年， 641―657頁
- 「近世遠賀川水運史に関する覚書―福岡藩焚石会所設置まで―」，九州大学『エネルギー史研究 : 石炭を中心として』第15巻，1991年， 36―58頁
- 「幕末期銚子・ヤマサ醤油における原料調達と製品販売」，市場史研究会『市場史研究』第11号，1992年，53―61頁
- 「幕末・明治期東関東における中地主の経営―下総国(千葉県)香取郡鏑木村鏑木瀧十郎の経営を事例として―」，摂南大学『摂大学術 B 人文科学・社会科学編』第11巻，1993年， 85―109頁
- 「解説(六)」，西日本文化協会編纂『福岡県史　近代史料編　福岡県地理全誌(六)』，福岡県，1995年，5―22頁
- 「近世―近代村方地主の消費生活―下総国香取郡鏑木村鏑木治郎兵衛家を素材として―」，『千葉県史研究』第8号，千葉県，2000年，114－126頁
- 「豪農平山家の経営と生活に関するノート」，『千葉県史研究』第10号別冊「房総の近世」1，千葉県，2002年，98―108頁
- 「醤油の多様性と地域の食文化に関する歴史的考察―特に西日本の「再仕込醤油文化圏」について―」，財団法人味の素食の文化センター『食文化助成研究の報告』第12巻，2002年，1―8頁
- 「醤油醸造業史研究の課題」，九州大学経済学会『経済学研究』第69巻第3/4号，2003年， 83―95頁
- 「問屋・仲買と流通機構」，有斐閣『日本経営史の基礎知識』，2004年，124―125頁
- 「京都産業大学『授業改善のヒント』作成の経緯と工夫」，京都大学『京都大学高等教育研究』第12巻，2006年，85―91頁
- "Local Markets and the Development of Agriculture and the Agricultural Processing Industry in 19th Century Japan"，Japanese Yearbook on Business History，vol.24， 2007，pp.77―96
- 「勲功華族仁禮景範家の塩業経営」，三田史学会『史学』第81巻第1号，2007年， 301―313頁
- 「明治期畿内の老農にとっての綿作と養蚕―山城国相楽郡祝園村松田弥三郎を素材として―」，同志社大学『経済学論叢』，第64巻第4号，2013年， 1017―1033頁
- 「地域産業の基礎をつくった人々(第5回)　濱口梧陵の醤油醸造業と社会貢献」，日本経済研究所『日経研月報』，第418巻， 2013年，26―31頁
- 「萬三商店の醤油醸造経営と販売戦略」，社会経済史学会『社会経済史学』第79巻第1号，2013年，45―62頁
- 「近代の鉄道と醤油醸造業者の販路開拓―明治三六年の中央東線甲府延伸をめぐって―」 ，交通史学会『交通史研究』第82巻，2014年，44―53頁

### 共著
- 「1992年の日本経営史」，東京大学出版会『経営史学』第29巻第1号，1994年，56―62頁(永江眞夫・藤田誠久・西川浩司・鈴木恒夫と共著)
- 「近代日本の庶民金融―東京市芝区 T 質店の研究―」，社会経済史学会『社会経済史学』第80巻第3 号，2014年，291―296 頁(鎮目雅人と共著)

## 書評
- 「川名登『近世日本水運史の研究』」，駿台史学会『駿台史学』，第65巻，1985年，170―176頁
- 「長谷川彰『近世特産物流通史論―龍野醤油と幕藩制市場―』」，社会経済史学会『社会経済史学』，第60巻第4号，1994年，542―544頁
- 「古田悦造『近世魚肥流通の地域的展開』，吉川弘文館『日本歴史』，第594号，1997年，110―112頁
- 「原直史『日本近世の地域と流通』」，社会経済史学会『社会経済史学』第65巻第4号，1999年， 440―442頁
- 「上村雅洋『近江商人の経営史』」，社会経済史学会『社会経済史学』第67巻第5号，2002年， 605―607頁
- 「白川部達夫『江戸地廻り経済と地域市場』」，社会経済史学会『社会経済史学』第70巻第3号，2004年，348―350頁

## その他の執筆活動

### 辞典
- 『日本史大事典』，平凡社，1994年   　執筆項目：「まぐろ」(第6巻，276―277頁)
- 『日本歴史人物事典』，朝日新聞社，1994年   　執筆項目：「安部熊之助」(66頁)，「猪口万右衛門」(187頁)，「草野又六」(574頁)，「栗林次兵衛」(597頁)，「田代重栄」(1018頁)，「成富兵庫」(1242頁)，「茂木佐平次(3代)」(1691頁)，「笠九郎兵衛」(1804頁)
- 『地方史事典』，弘文堂，1997年   　執筆項目：「利根川水系の中小河岸」(227頁)
- 『日本歴史大事典』，小学館，2000年   　執筆項目：「藍」(第1巻，9頁)，「麻」(第1巻，37頁)，「油」(第1巻，83頁)，「油粕」(第1巻，83頁)，「居坐機」(第1巻，157頁)，「織機」(第1巻，557頁)，「刈敷」(第1巻，747頁)，「厩肥」(第1巻，886頁)，「金肥」(第1巻，956―957頁)，「桑」(第1巻，1031頁)，「肥灰」(第2巻，71頁)，「五穀」(第2巻，71頁)，「座繰」(第2巻，248頁)，「雑穀」(第2巻，260頁)，「蚕種」(第2巻，303頁)，「渋」(第2巻，400頁)，「四木三草」(第2巻，405頁)，「下肥」(第2巻，421頁)，「除虫菊」(第2巻，592頁)，「蘇芳(1)」(第2巻，669頁)，「石灰」(第2巻，747頁)，「高機」(第2巻，933頁)，「煙草」(第2巻987頁)，「野老(薢)」(第3巻，86頁)，「菜種油」(第3巻，178頁)，「鰊粕」(第3巻，230頁)，「バッタン」(第3巻，388頁)，「肥料」(第3巻，493頁)，「秣場」(第3巻，741頁)，「綿実油」(第3巻，907頁)
- 『歴史学事典』，弘文堂，2006年   　執筆項目：「醸造業(日本の)」(第13巻， 282―283頁)
- 『慶應義塾史事典』，慶應義塾大学出版会，2008年   　執筆項目：「池田成彬」(606頁)，「幸田成友」(661―662頁)，「小林一三」(665頁)，「野村兼太郎」(718―719頁)，「山辺丈夫」(773―774頁)
- 『福沢諭吉事典』，慶應義塾大学出版会，2010年   　執筆項目：「酒造論」(250頁)
- 『日本生活史辞典』，吉川弘文館，2016年   　執筆項目：「厩肥」(180頁)，「金肥」(190頁)，「地廻」(300頁)，「〆粕」(301頁)，「醤油」(334―335頁)，「酢」(357 頁)